# Staffan Carlsson
Sven Staffan Carlsson, född 14 januari 1948 i Fågelfors, är en svensk diplomat. 
Carlsson gjorde värnplikten vid Tolkskolan.Han anställdes 1975 på Utrikesdepartementet och har bland annat tjänstgjort i Dhaka, Moskva och Washington, D.C. Från 1992 var han departementsråd vid UD:s politiska avdelning, från 1996 som chef för UD:s enhet för europeisk säkerhetspolitik. Han var därefter ambassadör i Budapest 1998–2003, i London 2004–2010 och i Berlin 2010–2015. Han är medlem i Krigsvetenskapsakademien sedan 2017 och författare till boken ”Helgon och maktspelare. Dag Hammarskjöld som politiker” (Bonniers, 2023). Boken nominerades till Stora fackbokspriset och belönades av Svenska Akademien med Axel Hirschs pris för år 2024.
Carlsson är son till domkyrkokomministern i Växjö Sven Carlsson och hans hustru Inga Thermænius. Han är bror till Wilhelm Carlsson och farbror till popartisten Robyn.